# Фризанко
Фриза̀нко (на италиански: Frisanco; на фриулски: Frisanc, Фризанк) е село и община в Северна Италия, провинция Порденоне, автономен регион Фриули-Венеция Джулия. Разположено е на 500 m надморска височина. Населението на общината е 566 души (към 2021 г.).